# Jinsei×Boku=
Jinsei×Boku= (人生×僕= Jinsei Kakete Boku wa) é o sexto álbum de estúdio da banda japonesa One Ok Rock. Foi lançado em 6 de março de 2013, através da A-Sketch. O álbum elevou a popularidade da banda, incluindo internacionalmente, sobretudo após o lançamento do single "The Beginning", o que foi seguido pelos lançamentos de "The Same As...", o lado A duplo "Deeper Deeper/Nothing Helps" e "Clock Strikes", todos lançados previamente a Jinsei×Boku= e que também foram utilizadas como parte da trilha sonora de filmes, jogos de videogame e anúncios publicitários japoneses. Adicionalmente, a canção "Be the Light" tornou-se tema do filme Uchu Kaizoku Kyaputen Harokku (2013).
Comercialmente, o lançamento de Jinsei×Boku= atingiu a posição de número dois pelas tabelas musicais Oricon Albums Chart e Billboard Japan Top Albums Sales. Para a sua divulgação, a banda realizou a turnê japonesa One Ok Rock 2013 'Jinsei x Kimi=' Tour e a internacional Who Are You?? Who Are We?? Tour.

## Antecedentes e lançamento
Após o lançamento de seu quinto álbum de estúdio,  Zankyo Reference, a banda embarcou na turnê One Ok Rock 2011-2012 "Zankyo Reference" Tour, realizada entre os meses de novembro de 2011 a janeiro de 2012 e expressou o desejo de iniciar as gravações de um novo álbum. Previamente ao lançamento de seu próximo álbum de estúdio, o One Ok Rock lançou o single "The Beginning" em agosto de 2012 e realizou a turnê One Ok Rock 2012 The Beginning Tour de setembro a novembro de 2012. A seguir, a banda realizou o lançamento digital de "The Same As..." em dezembro do mesmo ano. No início do ano de 2013, foi lançado o single duplo "Deeper Deeper/Nothing Helps", o que foi seguido no mês seguinte por informações do novo álbum, incluindo sua lista de faixas e capa, além de um vídeo promocional com um trecho da canção "The Beginning" em estúdio, como parte do conteúdo bônus em vídeo de Jinsei×Boku=. Em 26 de fevereiro de 2013, foi lançado "Clock Strikes", o último single a ser lançado previamente ao álbum.
Jinsei×Boku= foi lançado contendo treze faixas em sua edição padrão e em uma edição limitada de primeira impressão, sendo composta por uma faixa secreta adicional. Na edição limitada do álbum, há o adicional de um DVD, contendo "The Beginning" e 	"The Same As...", gravadas de forma acústica em estúdio.

## Título e composição
O significado de Jinsei×Boku= (Vida x Eu= em português) foi explicado pelo vocalista Takahiro Moriuchi, como sendo a equação tema de sua vida, pois: "consegui chegar até aqui, se arriscasse tudo na minha vida para estar em uma banda. Tudo o que quero dizer é simplesmente isso. Quando tentei expressar isso de uma forma não pretensiosa, o título do álbum era 'Jinsei x Boku='".
As canções de Jinsei×Boku= possuem letras de Moriuchi, suas composições são de autoria dos próprios membros do One Ok Rock com a adição do músico Akkin em seus arranjos. O álbum ainda recebeu o trabalho dos engenheiros de mixagem internacionais John Feldman, Chris Lord-Alge e Tue Madsen. A faixa "The Beginning", é uma canção que possui letras sobre a luta de uma pessoa para nunca desistir. "Be the Light" contém letras sobre aqueles que foram afetados por diversos incidentes, acidentes e desastres naturais ao redor do mundo. "Nothing Helps" é dedicada aos fãs e retrata sobre encontrar seu caminho e a determinação de "seguir em frente". Enquanto "Smiling Down", liricamente é um tributo a Kei Goto (também conhecido como K), vocalista da banda Pay Money to My Pain, que morreu em 30 de dezembro de 2012 devido a uma Insuficiência cardíaca aguda. As letras de "Deeper Deeper" fornecem a sensação de um novo começo e a canção "69", que possui narração de Moriuchi, contém como título uma goroawase, o qual pronuncia-se Rokku (ロック, "Rock"), sendo dessa forma, uma resposta ao título do álbum.

## Promoção
Como parte das promoções do álbum, a faixa "Be the Light", recebeu a elaboração de um vídeo musical dirigido por Shoichi David Haruyama e lançado em 10 de março de 2013. A produção que venceu o prêmio de Melhor Vídeo de Rock pela MTV Video Music Awards Japan de 2014, foi lançada em sete versões, incluindo uma versão com a legenda das letras da canção em inglês, japonês, francês, espanhol, português e chinês e uma versão sem legendas. A seguir, em 11 de maio de 2013, a banda iniciou sua primeira turnê nacional de arena do ano, intitulada One Ok Rock 2013 'Jinsei x Kimi=' Tour, que obteve público de cem mil pessoas em seis cidades japonesas, encerrando-a em 16 de junho de 2013. O concerto realizado na Yokohama Arena em 26 de maio de 2013, foi gravado e lançado em 9 de setembro de 2013 em DVD/blu-ray  intitulado Jinsei×Kimi= (人生×君=) Tour Live&Film, sendo composto pela adição de um documentário sobre a turnê.
Em 23 de outubro de 2013, o One Ok Rock iniciou a turnê Who Are You?? Who Are We?? Tour, realizando sua primeira turnê na Europa com cinco datas e prosseguiu com mais sete na Ásia, encerrando-a em 7 de dezembro de 2013. A turnê originou o documentário Fool Cool Rock! One Ok Rock Documentary Film (2014).

## Recepção
| Ano  | Prêmio         | Categoria           | Resultado | Ref.   |
| ---- | -------------- | ------------------- | --------- | ------ |
| 2014 | CD Shop Awards | Prêmio de Finalista | Venceu    | [ 23 ] |

## Singles
O primeiro single a ser retirado do álbum, "The Beginning", foi lançado em 22 de agosto de 2012, como a canção-tema do filme Rurouni Kenshi (2012). A canção posicionou-se em número cinco pela Oricon Singles Chart na semana referente a 20 a 26 de agosto de 2012, permanecendo na tabela por vinte semanas. Pela Billboard Japan Hot 100, "The Beginning" estreou em número 31 na semana referente a 22 de agosto de 2012, subindo para seu pico de número dois na semana seguinte. O seu respectivo vídeo musical, dirigido por Maxilla, venceu três prêmios no total pela MTV Video Music Awards Japan e Space Shower Music Video Awards, ambos de 2013.
Posteriormente, "The Same As..." foi lançado como um single digital em 15 de dezembro de 2012, disponível por apenas um dia pela iTunes Store, como parte da trilha sonora do filme Gummo Evian! (2012). Apesar disso, a canção atingiu pico de número 52 pela Billboard Japan Hot 100, na semana referente a  19 de dezembro de 2012. A seguir, o single lado A duplo "Deeper Deeper/Nothing Helps", foi lançado em 9 de janeiro de 2013, com "Nothing Helps" sendo utilizada na versão japonesa do jogo eletrônico DmC: Devil May Cry da Capcom. O single estreou em seu pico de número dois pela Oricon Singles Chart, na semana referente a 7 a 13 de de janeiro de 2013. Pela Billboard Japan Hot 100, a faixa "Deeper Deeper" estreou em seu pico de número três na semana correspondente a 16 de janeiro de 2013, enquanto "Nothing Helps", atingiu pico de número 82 pela mesma tabela, na semana referente a 23 de janeiro de 2013.
O último single a ser retirado do álbum, "Clock Strikes", foi lançado em 26 de fevereiro de 2013, tornando-se a canção tema do jogo eletrônico Ryu ga Gotoku Ishin! da Sega. A canção estreou em seu pico de número 27 pela Billboard Japan Hot 100, na semana referente a 6 de março de 2013.

## Lista de faixas
| Jinsei×Boku= – Edição padrão |                                         |                   |                                 |                                                    |         |  |
| N.º                          | Título                                  | Letras            | Música                          | Arranjo                                            | Duração |  |
| 1.                           | "Introduction〜Where Idiot Should Go〜" | -                 | Toru Yamashita                  | Yamashita Akkin                                    | 1:12    |  |
| 2.                           | "Ending Story??"                        | Takahiro Moriuchi | Yamashita Moriuchi              | Moriuchi Yamashita Ryota Kohama Tomoya Kanki Akkin | 4:15    |  |
| 3.                           | "Onion!"                                | Moriuchi          | Moriuchi                        | Moriuchi Yamashita Kohama Kanki Akkin              | 3:18    |  |
| 4.                           | "The Beginning"                         | Moriuchi          | Moriuchi                        | Moriuchi Yamashita Kohama Kanki Akkin              | 4:55    |  |
| 5.                           | "Clock Strikes"                         | Moriuchi          | Yamashita Moriuchi              | Moriuchi Yamashita Kohama Kanki Akkin              | 3:55    |  |
| 6.                           | "Be the Light"                          | Moriuchi          | Moriuchi                        | Moriuchi Yamashita Kohama Kanki Akkin              | 5:39    |  |
| 7.                           | "Nothing Helps"                         | Moriuchi          | Moriuchi Yamashita Kohama Kanki | Moriuchi Yamashita Kohama Kanki Akkin              | 4:48    |  |
| 8.                           | "Juvenile"                              | Moriuchi          | Moriuchi                        | Moriuchi Yamashita Kohama Kanki Akkin              | 3:59    |  |
| 9.                           | "All Mine"                              | Moriuchi          | Moriuchi                        | Moriuchi Yamashita Kohama Kanki Akkin              | 4:36    |  |
| 10.                          | "Smiling Down"                          | Moriuchi          | Yamashita Moriuchi              | Moriuchi Yamashita Kohama Kanki Akkin              | 4:25    |  |
| 11.                          | "Deeper Deeper"                         | Moriuchi          | Kanki Kohama                    | Moriuchi Yamashita Kohama Kanki Akkin              | 3:35    |  |
| 12.                          | "69"                                    | Moriuchi          | Moriuchi Yamashita Kohama Kanki | Moriuchi Yamashita Kohama Kanki Akkin              | 4:37    |  |
| 13.                          | "The Same As..."                        | Moriuchi          | Moriuchi                        | Moriuchi Yamashita Kohama Kanki Akkin              | 4:36    |  |
| Duração total:               | Duração total:                          | Duração total:    | Duração total:                  | Duração total:                                     | 53:50   |  |

| Jinsei×Boku= – Edição limitada de primeira impressão (faixa bônus) |                                             |         |  |
| N.º                                                                | Título                                      | Duração |  |
| 13.                                                                | "The Same As..." (com "ワンオクロック劇場") | 16:15   |  |
| Duração total:                                                     | Duração total:                              | 65:27   |  |

| Jinsei×Boku= – DVD bônus da edição limitada CD+DVD |                                       |         |  |
| N.º                                                | Título                                | Duração |  |
| 14.                                                | "The Beginning" (Studio Jam Session)  |         |  |
| 15.                                                | "The Same As..." (Studio Jam Session) |         |  |

Notas
- "Introduction〜Where Idiot Should Go〜" é uma canção instrumental.
- "The Same As..." possui uma faixa oculta na edição limitada de primeira impressão do álbum, intitulada "ワンオクロック劇場", sendo executada logo após a mesma.

## Desempenho nas tabelas musicais
Jinsei×Boku= estreou nas tabelas japonesas em número dois pela tabela diária da Oricon Albums Chart, com vendas de 45,814 cópias, mais tarde, o álbum manteve-se na mesma posição em sua respectiva tabela semanal, correspondente a 4 a 10 de março de 2013, ao obter vendas de 118,864 cópias, tornando-se o primeiro álbum do One Ok Rock 
a ultrapassar vendas iniciais de cem mil. Posteriormente, Jinsei×Boku= classificou-se em número 24 pela tabela anual da Oricon Albums Chart com vendas de 216,180 cópias no ano de 2013. Pela Billboard Japan, o álbum estreou em seu pico de número dois pela Top Albums Sales na semana correspondente a 13 de março de 2013, mantendo a mesma posição na semana seguinte. Mais tarde, Jinsei×Boku= posicionou-se em número dezenove em sua respectiva tabela anual.
| País – Tabela musical (2013)             | Melhor posição |
| ---------------------------------------- | -------------- |
| Japão (Oricon Albums Chart)              | 2              |
| Japão (Billboard Japan Top Albums Sales) | 2              |

| País – Tabela musical (2013)             | Posição |
| ---------------------------------------- | ------- |
| Japão (Oricon Albums Chart)              | 24      |
| Japão (Billboard Japan Top Albums Sales) | 19      |

### Certificações
| Região                                                                                             | Certificação | Vendas   |
| -------------------------------------------------------------------------------------------------- | ------------ | -------- |
| Japão (RIAJ)                                                                                       | Platina      | 250,000^ |
| *números de vendas baseados somente na certificação ^distribuições baseadas apenas na certificação |              |          |

## Créditos e pessoal
A seguir estão listados os profissionais envolvidos na elaboração de Jinsei×Boku=, de acordo com o encarte do álbum.
One Ok Rock
- Takahiro "Taka" Moriuchi — vocal principal
- Toru Yamashita — guitarra
- Ryota Kohama — baixo
- Tomoya Kanki — bateria

Produção
| - Akkin — programação (1), arranjo de cordas (2, 9) - Kenichi Arai — gravação, engenharia - Tomoki Kagami — gravação, engenharia - John Feldmann — mixagem (1–3, 5, 7, 8, 10–12) - Tommy English — mixagem (1–3, 5, 7, 8, 10–12) - Tue Madsen — mixagem (4, 9, 13) - Chris Lord-Alge — mixagem (6) - Ryota Hattanda — assistência - Yusuke Watanabe — assistência - Yuji Nakamura — assistência - Kimihiro Nakase — assistência - Naoki Iwata — assistência - Ted Jensen — masterização - Kazutaka Minemori — instrumentação técnica de guitarra e baixo - Yoshiro "Masuo" Arimatsu — instrumentação técnica de bateria - Jamil — traduções em língua inglesa | Músicos adicionais - Makoto Minagawa — piano (4, 6, 9, 10) - Kiyohide Ura — piano (13) - Mio Okamura — 1° violino (2) - Shohei Yoshida — 2° violino (2) - Mikiyo Kikuchi — viola (2) - Robin Dupuy — violoncelo (2) - Yoshinobu Takeshita — contrabaixo (2} - Ayano Kasahara — violoncelo (9) - Mari Masumoto — violoncelo (9) |

Visuais e imagem
- Kazuaki Seki — direção de arte
- Daichi Shiono — design